# カルムイク自治ソビエト社会主義共和国

カルムイク自治ソビエト社会主義共和国
Хальмг Автономи Советск Социалистическ Республик  (カルムイク語)
Калмыцкая Автономная Советская Социалистическая республика  (ロシア語)

カルムイク自治ソビエト社会主義共和国の位置

カルムイク自治ソビエト社会主義共和国（カルムイクじちソビエトしゃかいしゅぎきょうわこく、ロシア語: Калмыцкая Автономная Советская Социалистическая республика、カルムイク語: Хальмг Автономи Советск Социалистическ Республик）またはカルムイクASSRはロシア・ソビエト連邦社会主義共和国内の自治共和国。1935年から1943年にかけてと、1958年から1990年にかけての2つの時期に存在した。首都はエリスタ。都市と農村の人口はそれぞれ13万9千人と19万人であった。
1回目のカルムイクASSRは、1935年10月22日にカルムイク自治州の昇格によって設立された。第二次世界大戦（独ソ戦）中の1942年8月にナチス・ドイツによって占領されたが、1943年に赤軍によって奪還された。同年12月27日にカルムイクASSRは廃止され、スタヴロポリ地方、アストラハン州、ロストフ州、スターリングラード州に分割編入された。住民のカルムイク人は、「ドイツに協力して祖国を裏切った」として、多くが中央アジアに追放された。
1957年1月にカルムイク自治州が再設置され、1958年にはカルムイク自治州の再昇格によって2度目のカルムイクASSRが設立された。1990年には政体の変化と主権の宣言がソビエト連邦に受け入れられた。カルムイクASSRは1992年3月31日まで続いたが、その後カルムイク共和国に変化し、ロシア連邦の共和国になった。
小惑星カルムイキアは、1977年にソビエト連邦の天文学者Nikolai Stepanovich Chernykhに発見され、この国に由来して名づけられている。

## 民族構成
1979年の国勢調査によると人口の民族構成は以下のようなものだった。
- カルムイク人 - 122,000人
- ロシア人 - 126,000人
- その他

## 註
1. ↑  СССР, Административно-териториаляное деление союзных республик, стр. 37: Данните са към 1 януари 1987 г.
2. ↑  Schmadel, Lutz D. (2003). Dictionary of Minor Planet Names (5th ed.). New York: Springer Verlag. p. 186. ISBN 3-540-00238-3
3. ↑  СССР Энциклопедический справочник, ред. А. М. Прохоров, стр. 531